# 岩寺文峰塔与凤山台
29°49′49″N 118°20′35″E / 29.83028°N 118.34306°E
岩寺文峰塔与凤山台位于中国安徽省黄山市徽州区岩寺镇东部，丰乐河（丰溪）南岸。
文峰塔建于明代嘉靖二十三年（1544年），由苏州工匠参照绍兴大善塔、南京大报恩寺塔、泗洲塔样式建造。文峰塔为砖塔，七层八面，通高二十五仞。该塔由岩寺人郑佐倡议，当地百姓捐资建造，共耗白银四万余两，历时十五年建成。1998年4月被列为安徽省文物保护单位。
凤山台位于文峰塔南侧，正踞凤山之脊，由红砾石建成，长40米，宽18米，高5米。正中有一城门洞，东北有匾额书“岩镇”二字，西南有匾额书“凤山”二字。凤山台与文峰塔同时建造。抗战初期，南方八省红军游击队在岩寺集中，凤山台作为阅兵点将之用。